# Sowjetskaja-See
Der Sowjetskaja-See (englisch Sovetskaya Lake, russisch Советская озеро) ist ein subglazialer See auf etwa auf 77° Süd / 90° Ost, der sich etwa 2,5 km unterhalb der Oberfläche des antarktischen Eisschildes befindet.
Der See wurde im Januar 2006 von Robin Bell und Michael Studinger, Geophysikern vom Lamont-Doherty Earth Observatory der Columbia University, entdeckt und benannt nach der inzwischen eingemotteten sowjetischen Forschungsstation Sowjetskaja, die auf dem Eisschild über dem See steht.
Er umfasst eine Fläche von etwa 1600 km², das ungefähre Alter liegt bei 35 Millionen Jahren, die geschätzte Tiefe beträgt ca. 900 m, die Wassertemperatur liegt konstant bei −2 °C.
Zusammen mit ihm wurde der nach seiner Lage benannte 90° East Lake entdeckt.
Die beiden Seen liegen in der Nähe des Wostoksees, der als der größte der über 70 subglazialen Seen der Antarktis gilt. Das Wasser in den Seen wird durch die Wärme der Erdoberfläche und die Isolierung durch die dicke Eisdecke vor dem Gefrieren bewahrt. Es wird vermutet, dass der Wostoksee und die neu entdeckten Seen einzigartige Ökosysteme enthalten könnten, die seit mehreren Millionen Jahren von der Außenwelt isoliert sind. Der Nachweis von Leben in diesen subglazialen Seen könnte die Hypothese untermauern, dass primitives Leben in unterirdischen Ozeanen von eisbedeckten Monden unseres Sonnensystems (etwa dem Jupitermond Europa) existieren könnte.